# Estación de València Sud
València Sud es una estación de las líneas 1, 2 y 7 de Metrovalencia. Se encuentra en el distrito de Poblados del Sur, en la pedanía de Faitanar. Se inauguró el 8 de octubre de 1988, junto con el resto de estaciones de las líneas 1 y 2.
Forma parte de un complejo de edificios de mantenimiento de la empresa, así como de sus oficinas centrales. Además dispone de un aparcamiento para usuarios del metro de 170 plazas.
Desde el 30 de octubre de 2024 y hasta el 17 de febrero de 2025, a consecuencia de las graves inundaciones acontecidas en la provincia de Valencia, la estación permaneció cerrada.
Se están realizando obras de accesibilidad para PMR.

## Galería

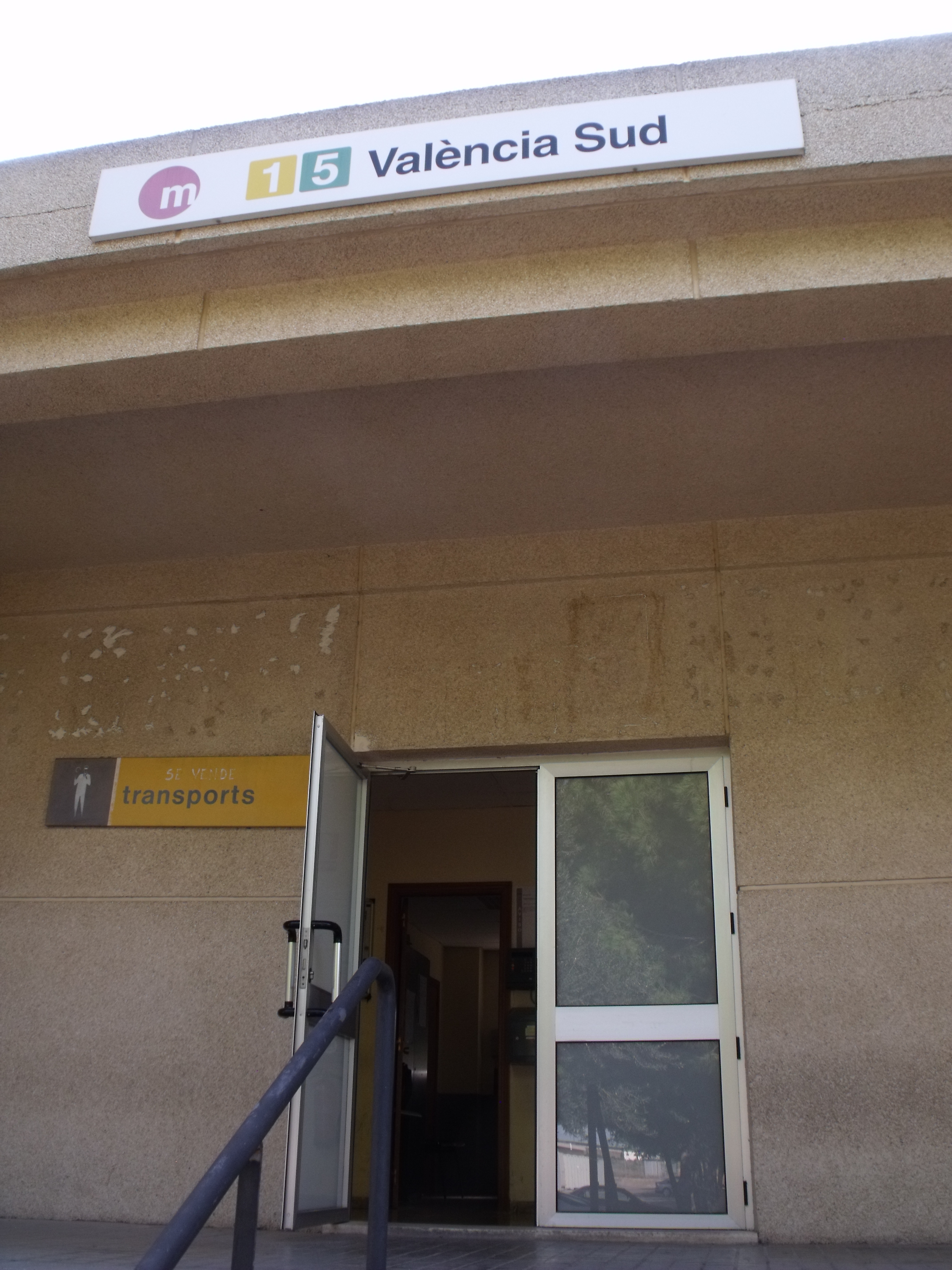
Acceso a la estación.
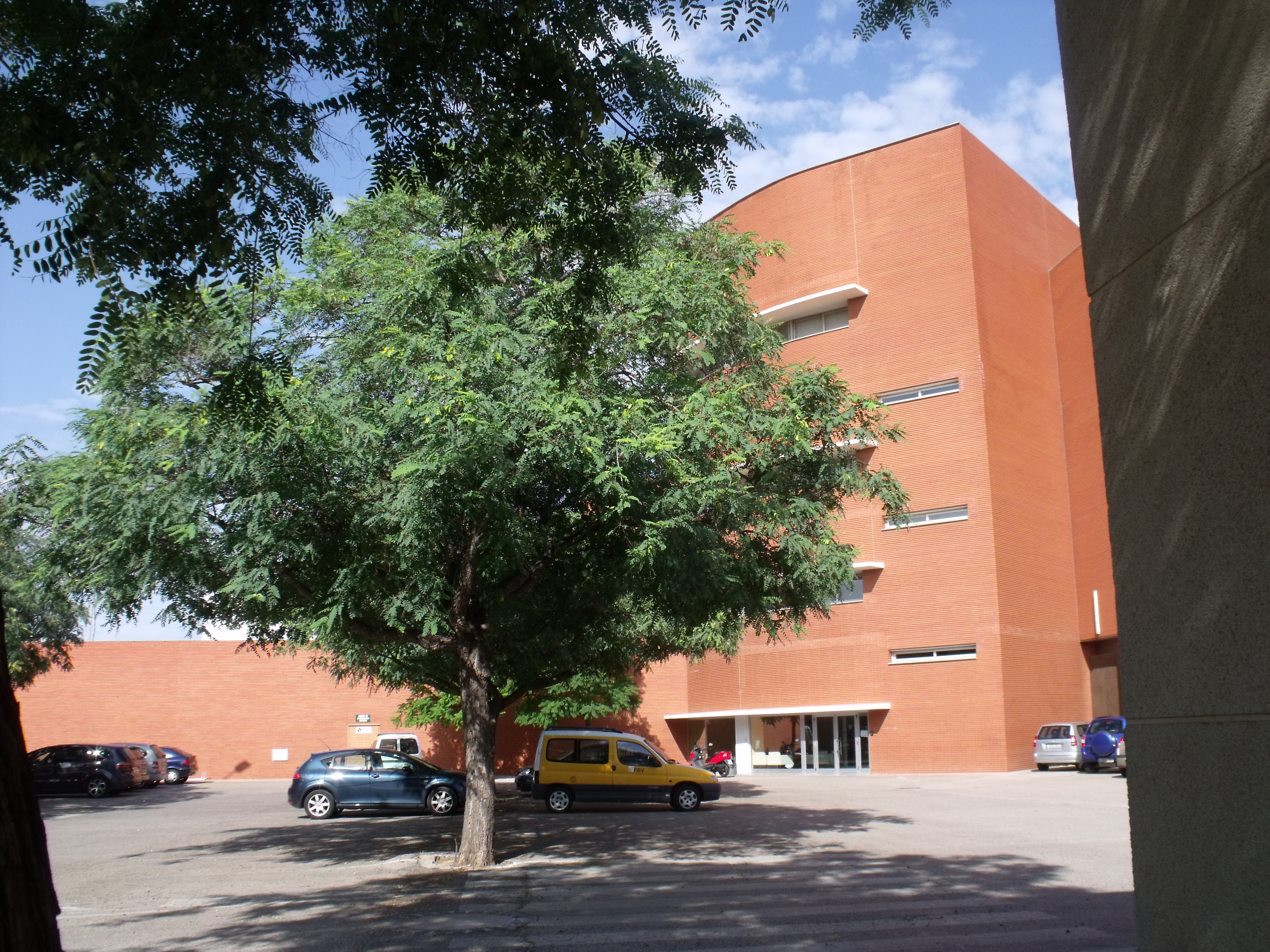
Edificio administrativo.
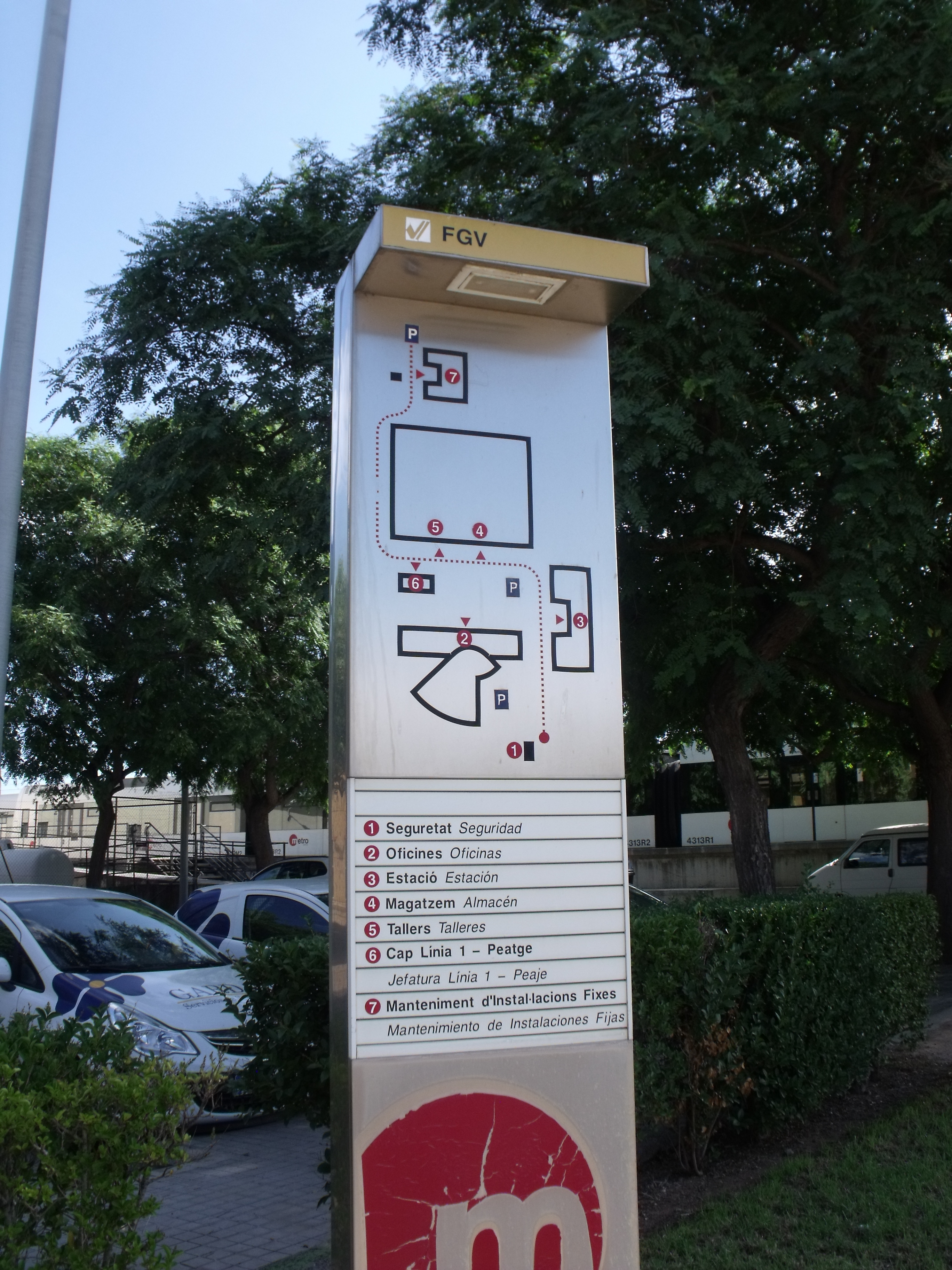
Plano de las instalaciones.
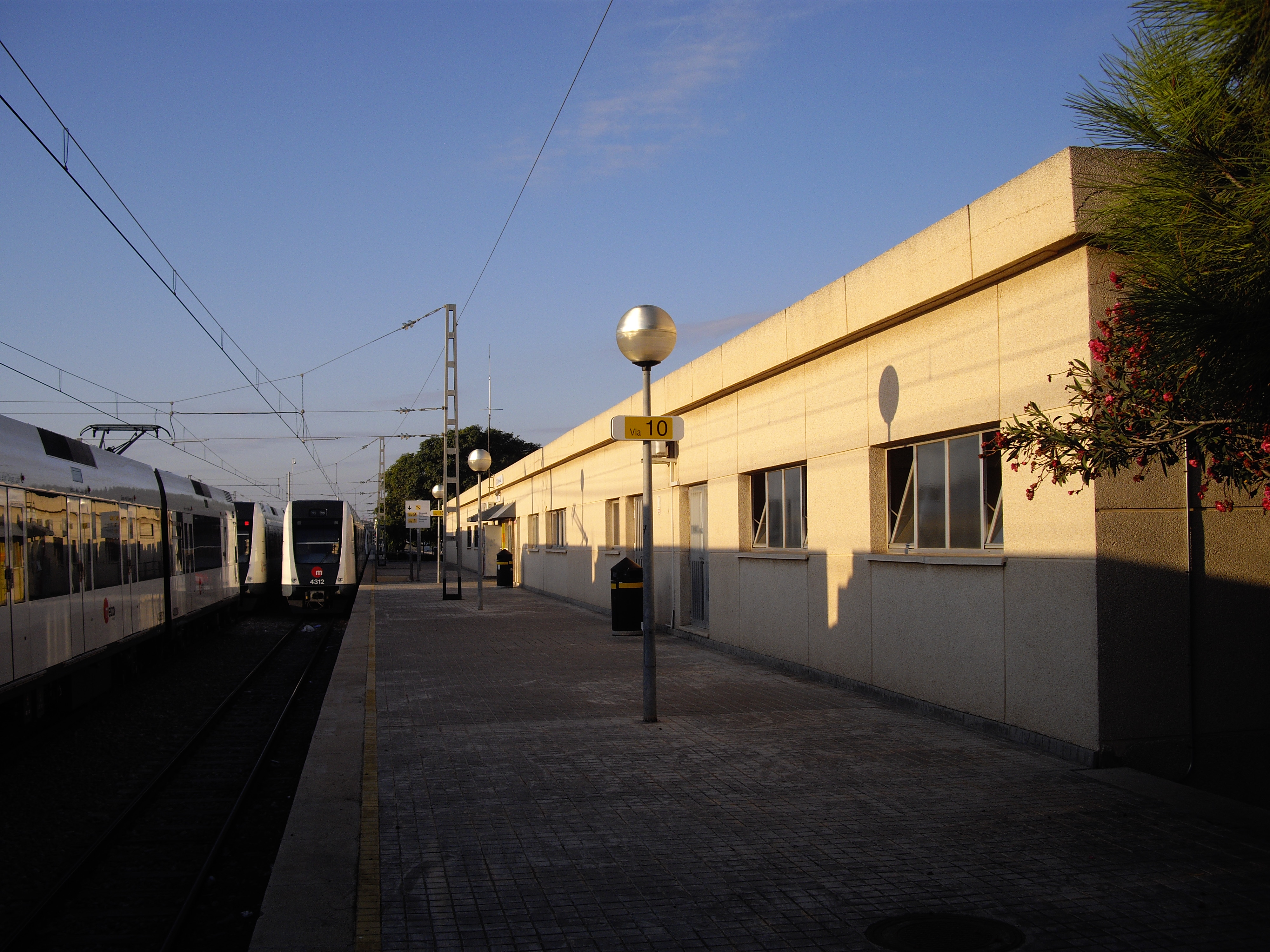
Andén.